# Louis de Bavière (1913-2008)
Pour les articles homonymes, voir Louis de Bavière.
Louis, prince de Bavière (en allemand Ludwig Karl Maria Anton Joseph Prinz von Bayern) (né le 22 juin 1913 au château de Nymphenburg, à Munich et mort le 17 octobre 2008 au château de Leutstetten, Starnberg) est le dernier prince de Bavière à naître avant l'abolition de la monarchie.

## Biographie

### Famille

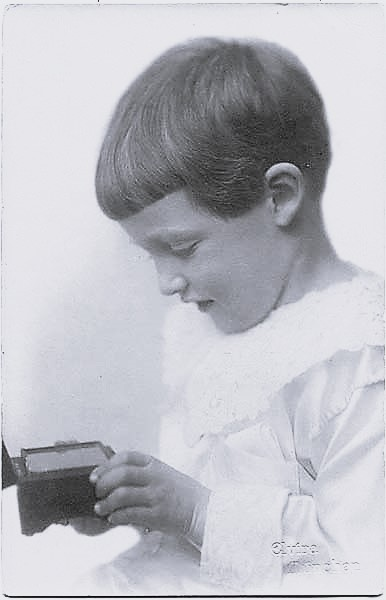
Louis de Bavière en 1918.

Louis est le fils aîné de François Marie Luitpold de Bavière et de la princesse Isabelle-Antoinette de Croÿ (1890-1982). Il est donc un petit-fils du dernier roi de Bavière, Louis III. 
Il a quatre sœurs puinées : 1) Maria (1914-2011), épouse Pedro Henrique d'Orléans-Bragance, 2) Adelgunde (1917-2004), épouse Zdenko O'Carroll, baron von Hoenning, 3) Eleonore (1918-2009), épouse Konstantin comte von Waldburg zu Zeil und Trauchburg et 4) Dorothée (1920-2015), épouse Godefroy Marie de Habsbourg-Toscane, ainsi qu'un frère cadet : Rasso de Bavière (1926-2011).
Après des études au Maximiliansgymnasium de Munich, suivies par un service militaire en Hongrie, il étudie la gestion forestière.
Louis de Bavière quitte l'Allemagne en 1943 et se rend en Hongrie pour échapper au harcèlement des nazis.
Il fait transférer en Hongrie le haras des Wittelsbach. À la fin de la guerre, il a mené ses chevaux au cours d'une fuite aventureuse à travers les lignes russes.
Après la guerre, Louis de Bavière est brièvement membre du Conseil Municipal Provisoire de Leutstetten. Plus tard, il devient député du FDP au conseil de district de Starnberg. À partir de 1950, il gère les domaines sylvicoles et agricoles de Leutstetten. Il demeure au château jusqu'à sa mort. Durant près de 80 ans, il est membre d'un club de voile.

### Mariage et descendance
Le 19 juillet 1950, il épouse civilement à Leutstetten, et religieusement le lendemain, au château de Nymphenburg, sa cousine germaine Irmingard de Bavière (1923-2010), princesse de Bavière, fille du prince héritier Rupprecht. Ils deviennent parents de trois enfants, dont un seul survit :
- Luitpold de Bavière (1951), né au château de Leutstetten le 14 avril 1951, épouse en 1979 Beatrice Wiegand (1951), dont cinq enfants ;
- Irmingard de Bavière, née et morte au château de Leutstetten le 2 janvier 1953 ;
- Philippine de Bavière, née et morte au château de Leutstetten le 26 juin 1954.

### Mort et funérailles
Louis de Bavière meurt, des suites d'une pneumonie, le 17 octobre 2008 au château de Leutstetten, à l'âge de 95 ans. Il est inhumé le 22 octobre suivant dans la nécropole familiale des Wittelsbach à l'abbaye d'Andechs, arrondissement de Starnberg.

## Honneurs
Louis de Bavière est :
- Chevalier de l'ordre de Saint-Hubert (Bavière).
- Grand-prieur de l'ordre de Saint-Georges de Bavière.
- 1276e Chevalier de l'ordre de la Toison d'or d'Autriche (1960).

## Ascendance
|  |                                              |  |  |  |  |  |  |  |  |  |  |  |  |
|  | 8. Luitpold de Bavière                       |  |  |  |  |  |  |  |  |  |  |  |  |
|  |                                              |  |  |  |  |  |  |  |  |  |  |  |  |
|  |                                              |  |  |  |  |  |  |  |  |  |  |  |  |
|  | 4. Louis III de Bavière                      |  |  |  |  |  |  |  |  |  |  |  |  |
|  |                                              |  |  |  |  |  |  |  |  |  |  |  |  |
|  |                                              |  |  |  |  |  |  |  |  |  |  |  |  |
|  | 9. Auguste-Ferdinande de Habsbourg-Toscane   |  |  |  |  |  |  |  |  |  |  |  |  |
|  |                                              |  |  |  |  |  |  |  |  |  |  |  |  |
|  |                                              |  |  |  |  |  |  |  |  |  |  |  |  |
|  | 2. François de Bavière                       |  |  |  |  |  |  |  |  |  |  |  |  |
|  |                                              |  |  |  |  |  |  |  |  |  |  |  |  |
|  |                                              |  |  |  |  |  |  |  |  |  |  |  |  |
|  | 10. Ferdinand Charles Victor d'Autriche-Este |  |  |  |  |  |  |  |  |  |  |  |  |
|  |                                              |  |  |  |  |  |  |  |  |  |  |  |  |
|  |                                              |  |  |  |  |  |  |  |  |  |  |  |  |
|  | 5. Marie-Thérèse de Modène                   |  |  |  |  |  |  |  |  |  |  |  |  |
|  |                                              |  |  |  |  |  |  |  |  |  |  |  |  |
|  |                                              |  |  |  |  |  |  |  |  |  |  |  |  |
|  | 11. Élisabeth de Habsbourg-Hongrie           |  |  |  |  |  |  |  |  |  |  |  |  |
|  |                                              |  |  |  |  |  |  |  |  |  |  |  |  |
|  |                                              |  |  |  |  |  |  |  |  |  |  |  |  |
|  | 1. Louis de Bavière                          |  |  |  |  |  |  |  |  |  |  |  |  |
|  |                                              |  |  |  |  |  |  |  |  |  |  |  |  |
|  |                                              |  |  |  |  |  |  |  |  |  |  |  |  |
|  | 12. Rodolphe de Croÿ (de)                    |  |  |  |  |  |  |  |  |  |  |  |  |
|  |                                              |  |  |  |  |  |  |  |  |  |  |  |  |
|  |                                              |  |  |  |  |  |  |  |  |  |  |  |  |
|  | 6. Charles-Alfred de Croÿ (de)               |  |  |  |  |  |  |  |  |  |  |  |  |
|  |                                              |  |  |  |  |  |  |  |  |  |  |  |  |
|  |                                              |  |  |  |  |  |  |  |  |  |  |  |  |
|  | 13. Nathalie de Ligne (d)                    |  |  |  |  |  |  |  |  |  |  |  |  |
|  |                                              |  |  |  |  |  |  |  |  |  |  |  |  |
|  |                                              |  |  |  |  |  |  |  |  |  |  |  |  |
|  | 3. Isabelle-Antoinette de Croÿ               |  |  |  |  |  |  |  |  |  |  |  |  |
|  |                                              |  |  |  |  |  |  |  |  |  |  |  |  |
|  |                                              |  |  |  |  |  |  |  |  |  |  |  |  |
|  | 14. Engelbert-Auguste d'Arenberg             |  |  |  |  |  |  |  |  |  |  |  |  |
|  |                                              |  |  |  |  |  |  |  |  |  |  |  |  |
|  |                                              |  |  |  |  |  |  |  |  |  |  |  |  |
|  | 7. Marie Ludmilla d'Arenberg (d)             |  |  |  |  |  |  |  |  |  |  |  |  |
|  |                                              |  |  |  |  |  |  |  |  |  |  |  |  |
|  |                                              |  |  |  |  |  |  |  |  |  |  |  |  |
|  | 15. Éléonore d'Arenberg (d)                  |  |  |  |  |  |  |  |  |  |  |  |  |
|  |                                              |  |  |  |  |  |  |  |  |  |  |  |  |
|  |                                              |  |  |  |  |  |  |  |  |  |  |  |  |